# Polscy laureaci Prix Italia w kategorii programów telewizyjnych
Polscy laureaci międzynarodowego konkursu Prix Italia w kategorii programów telewizyjnych.
| Rok i miejsce   | Tytuł produkcji                                                                                         | Twórcy | Nagroda | Opis |
| --------------- | --- | --- | --- | --- |
| 1966, Palermo   | Mistrz (ang. The Master)                                                                                | - reżyseria: Jerzy Antczak, - scenariusz: Zdzisław Skowroński - zdjęcia: Jan Janczewski - produkcja: Telewizja Polska – Zespół Realizatorów Filmowych „Iluzjon” (Studio Filmowe Iluzjon) | Prix Italia for original dramatic programmes (Prix Italia w kategorii „Dramat”)                                                                                      | Osobny artykuł: Mistrz (film 1966) . |
| 1968, Rzym      | Dies Irae – Oratorium ob memoriam in perniciei castris in Oświęcim necatorum inexstinguibilem reddendam | - reżyseria: Helmut Rost - oratorium: Krzysztof Penderecki - choreografia: Jean Deroc - produkcja: ZDF (Niemcy) | Prix Italia for original musical programmes (Prix Italia w kategorii „Program muzyczny”)                                                                             | |
| 1970, Florencja | Gry (ang. Games)                                                                                        | - reżyseria: Grzegorz Lasota - scenariusz, scenografia i kostiumy: Xymena Zaniewska-Chwedczuk i Mariusz Chwedczuk - zdjęcia: Jan Laskowski - muzyczny kolaż: Eugeniusz Rudnik - choreografia: Konrad Drzewiecki - produkcja: Telewizja Polska                                                                             | Prix Italia for original musical programmes (Prix Italia w kategorii „Program muzyczny”)                                                                             | Telewizyjny, krótkometrażowy film baletowy z choreografią Conrada Drzewieckiego, muzyką J.S. Bacha (Preludium c-moll, Aria z II suity D-dur) i Eugeniusza Rudnika (kolaż muzyki elektronicznej zrealizowany w Studiu Eksperymentalnym Polskiego Radia). |
| 1971, Wenecja   | Pierwszy. Szósty (ang. The First, the Sixth)                                                            | - realizacja i scenariusz: Mariusz Walter - komentarz: Jerzy Szotkowski - zdjęcia: Andrzej Myszkowski - produkcja: Telewizja Polska – Zakład Produkcji Filmów Telewizyjnych | Prize of the City of Venice for documentaries (Nagroda Miasta Wenecji w kategorii „Dokument”)                                                                        | Film dokumentalny, w którym przedstawieni są laureaci VIII Międzynarodowego Konkursu Pianistycznego im. Fryderyka Chopina: Garrick Ohlsson z USA (pierwsze miejsce) i Janusz Olejniczak z Polski (szóste miejsce). |
| 1977, Wenecja   | Życie codzienne (ang. Day to Day Life)                                                                  | - reżyseria, tekst: Mirosław Gronowski - zdjęcia: Adrien Ballester - muzyka: Jan Zawierski - dźwięk: Jean Delmas, Włodzimierz Wojtyś - produkcja: Polskie Radio i Telewizja | Prize of the Regione Veneto for Documentaries (Nagroda Wenecji Euganejskiej w kategorii „Dokument”)                                                                  | Film dokumentalny z 1974 roku. |
| 1976, Bolonia   | Urodzona (ang. Born)                                                                                    | - reżyseria i scenariusz: Blanka Danilewicz - zdjęcia: Aleksander Lipowski - muzyka: Jan Zawierski - dźwięk: Włodzimierz Russ - montaż: Wacław Kazimierczak - produkcja: CWPiFTV (Warszawa) | Prize of the City of Bologna for Documentaries (Nagroda Miasta Bolonii w kategorii „Dokument”)                                                                       | Krótkometrażowy film dokumentalny opisujący historię Brygidy Łacińskiej, która, poszukując swojej rodziny, zwróciła się o pomoc do telewizji. |
| 1979, Lecce     | Maailman paras paikka (ang. The Best Place in the World)                                                | - reżyseria i scenariusz: Jarmo Jääskeläinen, - muzyka: Piotr Moss, - produkcja: Jarmo Jääskeläinen, YLE (Finlandia) | Prize of the Regione Puglia for Documentaries (Nagroda Regionu Apulia w kategorii „Dokument”)                                                                        | |
| 1981, Siena     | Droga (ang. The Road)                                                                                   | - reżyseria: Ryszard Ber - scenariusz: Wiesław Myśliwski - zdjęcia: Zdzisław Kaczmarek - produkcja: Zespół Filmowy „Silesia” | RAI Prize for Drama (Nagroda Radiotelevisione Italiana w kategorii „Dramat”)                                                                                         | Osobny artykuł: Droga (film 1980) . |
| 1989, Perugia   | Defilada (ang. The Parade)                                                                              | - reżyseria i scenariusz: Andrzej Fidyk - zdjęcia: Mikołaj Nesterowicz, Krzysztof Kalukin - dźwięk: Jacek Bąk - produkcja: CWPiFTV (Warszawa) | Willy de Luca Prize for Documentaries (Nagroda im. Villy’ego de Luki w kategorii „Dokument”)                                                                         | Osobny artykuł: Defilada (film) . |
| 1990, Palermo   | Orkiestra (ang. The Orchestra)                                                                          | - reżyseria i zdjęcia: Zbigniew Rybczyński - choreografia: Patricia „Pat” Birch - produkcja: Stuart L. Weiss, CPB/PBS (Stany Zjednoczone) | Prix Italia for Arts (Prix Italia za najwyższe wartości artystyczne)                                                                                                 | Osobny artykuł: Orkiestra (film 1990) . |
| 1991, Pesaro    | Z Moskwy do Pietuszek z Wieniediktem Jerofiejewem (ang. From Moscow to Pietushki with Benny Yepofeev)   | - reżyseria: Paweł Pawlikowski - zdjęcia: Wit Dąbal, Bogdan Dziworski - dźwięk: Mike Narduzzo, Vladimir Prilensky - voice-over: Bernard Hill - produkcja: BBC (Wielka Brytania) | Prix Italia for Arts (Prix Italia za najwyższe wartości artystyczne)                                                                                                 | Film biograficzny z 1990 roku o rosyjskim pisarzu, Wieniedikcie Jerofiejewie, z jego udziałem, próbujący odtworzyć realia poematu Moskwa – Pietuszki. Twórcy przedstawili pasażerów pociągu i kolejne przystanki pokonywanej trasy. |
| 2007, Werona    | Lekcja muzyki (ang. The Music Lesson)                                                                   | - reżyseria i scenariusz: Andrzej Mańkowski - zdjęcia: Henryk Nagrodzki i Andrzej Mańkowski - opieka artystyczna i producent wykonawczy: Jacek Bławut - produkcja: Red. Dokumentu TVP2 | Prix Italia: Performing Arts – Documentary on Music and Arts (Prix Italia w kategorii „Sztuki performatywne – dokument o muzyce i sztuce”)                           | Krótkometrażowy film dokumentalny z 2006 roku, ukazujący sylwetkę pianisty i pedagoga, Tomasza Stroynowskiego. Dokument ukazuje muzykę jako uniwersalny język umożliwiający komunikowanie się bez słów. |
| 2010, Turyn     | Lech Majewski – świat według Bruegla (ang. Lech Majewski – The World According to Bruegel)              | - reżyseria i scenariusz: Dagmara Drzazga - zdjęcia: Mieczysław Chudzik - dźwięk: Krzysztof Skrzypczak - producent: Adam Łukaszek - produkcja: TVP Katowice dla TVP2 | Prix Italia: TV Documentary: Cultural and General Interest (Prix Italia w kategorii dokumentu telewizyjnego)                                                         | Film dokumentalny prezentujący pracę reżysera, Lecha Majewskiego, na planie filmu Młyn i krzyż (z udziałem m.in. Charlotte Rampling, Rutgera Hauera i Michaela Yorka). Młyn i krzyż jest adaptacją książki Michaela Gibsona, poświęconej obrazowi Droga na Kalwarię pędzla Pietera Bruegla (starszego). Dokument Dagmary Drzazgi zagłębia się również w tajniki filozofii tego XVI-wiecznego artysty. Film powstał w 2009 roku i trwa 45 minut. |
| 2011, Turyn     | Czarnobyl. Cztery dni w kwietniu (ang. Chernobyl – Four Days in April)                                  | - reżyseria: Janusz Dymek - scenariusz: Janusz Dymek, Sławomir Popowski i Igor Sawin - muzyka: Marcin Włodarczyk - zdjęcia: Dariusz Jadach - produkcja: Wanda Zwinogrodzka/Telewizja Polska (Teatr Telewizji) | Student’s Special Prize: TV Drama: TV Movies and Mini Series (Specjalna Nagroda Jury Studenckiego w kategorii „Dramat telewizyjny: telewizyjne filmy i miniseriale”) | Przedstawienie zrealizowane w ramach cyklu „Scena Faktu”. W roli Zbigniewa Jaworowskiego wystąpił Zbigniew Zamachowski. Zobacz hasło Czarnobyl. Cztery dni w kwietniu w Wikicytatach. |
| 2012, Turyn     | Głęboka woda (ang. The Deep End)                                                                        | - reżyseria: Magdalena Łazarkiewicz we współpracy z Kasią Adamik i Olgą Chajdas - realizacja: TVP2 we współpracy z Ministerstwem Pracy i Polityki Społecznej oraz Centrum Rozwoju Zasobów Ludzkich | Prix Italia: TV Drama: Series and Serials (Prix Italia dla najlepszego serialu telewizyjnego)                                                                        | Osobny artykuł: Głęboka woda (serial telewizyjny) . |
| 2015, Turyn     | Kabaret śmierci (ang. The Cabaret of Death)                                                             | - reżyseria i scenariusz: Andrzej Celiński - produkcja: Grupa dr. A.R. Kwiecińskiego - koprodukcja: Odra Film, Krakowskie Biuro Festiwalowe, TVP2 (Redakcja Filmu Dokumentalnego i Reportażu) | Prix Italia: Performing Arts – Documentary on Music and Arts (Prix Italia w kategorii „Sztuki performatywne – dokument o muzyce i sztuce”)                           | Osobny artykuł: Kabaret śmierci . |
| 2017, Mediolan  | Ikona (ang. Icon)                                                                                       | - reżyseria i scenariusz: Wojciech Kasperski - zdjęcia: Łukasz Żal - muzyka: Antoni Komasa-Łazarkiewicz - dźwięk: Aleksandra Pająk - montaż: Tymoteusz Wiskirski - rok produkcji: 2016 - produkcja: Delta Film - koprodukcja: Telewizja Polska, Vostok8, Expresso Post Production                                         | Prix Italia: TV Documentary (Prix Italia w kategorii „Dokument telewizyjny”)                                                                                         | Film dokumentalny. |
| 2023, Bari      | Pisklaki (ang. Fledglings)                                                                              | - reżyseria i scenariusz: Lidia Duda - rok produkcji: 2022 - zdjęcia: Wojciech Staroń i Zuzanna Zachara-Hassairi - dźwięk: Krzysztof Ridan - montaż: Jakub Śladkowski i Lidia Duda - produkcja: Aura Films (Anna Bławut-Mazurkiewicz) - koprodukcja: Telewizja Polska, Luna Film, Mazowiecki i Warszawski Fundusz Filmowy | Prix Italia: TV Documentary (Prix Italia w kategorii „Dokument telewizyjny”)                                                                                         | Czarno-biały film dokumentalny. |